# Мирослав Ненадовић
Мирослав Ненадовић (Београд, 31. март 1904 — Београд, 21. фебруар 1989) био је инжењер и професор Машинског факултета у Београду, југословенски аеро-наутичар веома заслужан за развој Машинског Факултета у Београду и Југословенског ваздухопловства уопште. Од 1958. године изабран је за дописног члана Српске академије наука и уметности (САНУ) а од 1965. биран је за редовног члана Академије.

## Биографија
Рођен је 31. јануара 1904. године у Београду (Србији), где је завршио основну школу и гимназију. Математичке науке је студирао на Универзитету у Београду где је и дипломирао 1926. године. По завршетку студија математике наставио је студије на Машинско-електротехничком одсеку Техничког факултета Универзитета у Београду и дипломирао је 1932. године.

### Радна биографија
Након завршеног Техничког факултета изабран је на конкурсу француске владе за њеног стипендисту 1933. године и исте године наставља студије на Аеротехничком одсеку у Сен Сиру. Године 1936. полаже државни докторат из области аеротехничких наука а 1937. године је на Сорбони промовисан у доктора наука. Од 1935. године је стални сарадник Аеротехничког института у Сен Сиру у звању асистента, спољни је сарадник фабрике авиона Бреге а затим и фабрике Кодрон-Рено и спољни сарадник секретаријата за ваздухопловство.
Године 1937. на Техничком факултету Универзитета у Београду је изабран за ванредног професора новоформиране Ваздухопловне групе на Машинском одсеку. За редовног професора на Машинском факултету је изабран 1951. године. Током свог радног века је обављао разне функције од шефа катедре па до декана Факултета.
За дописног члана Српске академије наука и уметности (САНУ)- Одељење техничких наука је изабран 30. јануара 1958. а за редовног члана 16. децембра 1965. Заменик секретара Одељења техничких наука САНУ постаје 1971. године а секретар 1977. године. На тој дужности је био све до 31. децембра 1988. године. У току рада у Академији наука активно је учествовао у раду Одбора за аеро-наутику, Одбора за заштиту човекове средине, Одбора за енергетику и Одбора за астронаутику.
Највећи део свога рада М. Ненадовић је посветио научноистраживачком раду и то теоријском и експерименталном проучавању аеродинамичких конструкција летелица, мада се огледао и у практичном конструкторском раду, проблематиком опреме за аеродинамичка испитивања као и утицајем ветра на грађевинске конструкције.

### Пројекти авиона
- Авион -101 - спортски авион двокрилац пројектован 1939. године у Saint Cyr-у, конструкцију извео M.A.Starck, прототип је направљен 1941/42. године у Француској, имао је мотор Renier 76 KS, путна брзина му је била 225 km/h, брзина слетања 55 km/h, а дужина полетно слетне стазе свега 56 m.
- Авион -203 - авион двокрилац тросед са мотором GM 156 KS и потисном елисом. Имао је стајни трап типа трицикл. Пројекат је урађен за рачун фабрике авиона „Вистад“ 1940. године а намена му је била авио-такси.
- Рогожарски Бруцош - спортско тренажни авион за основну обуку конструисан у сарадњи са М. Митровићем-Спирта 1940. године за рачун фабрике авиона "Рогожарски“ а према конкурсу Команде Ваздухопловства (КВ) (прототип је полетео 1940). Носио је ознаку НМ према иницијалима конструктора Ненадовић-Митровић а погонио га је мотор Gipsy 135 KS. Авион је био једнокрилни нискокрилац дрвене конструкције.
- НЕМИ – ловачки двомоторни једнокрилни авион са моторима Gnome-Rohne, стајни трап типа трицикл. Аеродинамичка испитивања извршена у Аеротехничким институтима Eiffel у Паризу, Saint Cyr-у и Варшави. Пројектован у сарадњи са М. Митровићем па је према иницијалима конструктора Ненадовић-Митровић добио назив НЕМИ. Авион је пројектован према конкурсу КВ 1940/41. године али је даљи развој заустављен избијањем Другог светског рата.[4]

### Научноистраживачка делатност
После Првог светског рата почиње и идустријализација наше земље која је до тада била изразито пољопривредна земља са нешто развијеном лаком индустријом. Већ 1923. године оснива се прва фабрика авиона "Икарус“ у Новом Саду, 1924. "Рогожарски“ у Београду а 1927. године "Змај“ у Земуну и "Бреге“ у Краљеву. Године 1927. је основана фабрика аеропланских мотора Влајковић и Комп. у Београду а 1929. је прорадила Индустрија аеропланских мотора А. Д. у Раковици крај Београда. Фабрика за оптику и прецизну механику „Телеоптик“ из Земуна која је основана 1923. године, мења производни програм и од 1928. године углавном се бави производњом ваздухопловних инструмената и опреме, а затим се оснивају предузећа прецизне механике „Микрон“ 1930. и „Нестор“ 1938. године.
У овим фабрикама су се испочетка производили авиони и опрема према иностраним лиценцама и на тај начин се премостио технолошки јаз између развијених земаља и нас. Није згорег напоменути да у то време Југословенска индустрија није произвела ни једну парну турбину, водну турбину, трактор, једноставну пољопривредну машину па чак ни бицикл а производила је авион који је у то време био најсложенији машински систем. За прве авионе Ханза Бранденбург  и Ханза Бранденбург ., техничку документацију ових авиона, коју је формирао инж. Р. Физир, Министарство Војске и Морнарице (МВиМ) је бесплатно уступило произвођачима авиона (Ханза Бранденбург B.I Икарусу а Ханза Бранденбург C.I Рогожарском ) што је њима, на почетку њиховог рада била непроцењива помоћ. Што се тиче кадрова, први наши аеро-наутички инжењери су школовани у иностранству а од 1937. године формирана је Ваздухопловна група на Техничком факултету Универзитета у Београду. Трећи сегмент овог проблема је била организације научно истраживачког рада у овој области јер је било неопходно да се омогући домаћој ваздухопловној индустрији да аеродинамичка испитивања сопствених конструкција летелица обави у својој земљи. Тада је постојала пракса да се модели летелица испитују у аеротехничким институтима у иностранству. По повратку проф. Ненадовића са студија из Француске он се прихватио мукотрпног посла стварања материјалне основе за аеродинамичка испитивања. Направљен је идејни пројект изградње Аеротехничког института у близини Београда, а 1939/40. године већ су били и направљени пројекти. Међутим почетак рата 1941. године прекида сваки даљи рад на организацији научно-истраживачке делатности у овој области у нашој земљи. Услови за наставак ових активности стечиће се након ослобођења земље када је проф. Ненадовић са својим сарадницима формирао Аеротехнички институт у оквиру Машинског факултета у Београду. Опрема коју је пројектовао проф. Ненадовић са својим сарадницима се дели на две групе Аеротунели и остала аеротехничка опрема

#### Пројекти аеротунела
- АТ-СБ-Е - пројект аеротунела са радним делом 2,00х1,80 m2, коаксијалним контраротирајућим вентилаторима и снагом 2х48=96 kW (изведен у малом 1941. год.),
- АТ-СБ-П - погонска група аеротунела са контраротирајућим вентилаторима снаге 5 kW, елиптичним попречним пресеком 0,60х0,40m2 1948. година,
- АТ-СП-1 - аеротунел за квалитативна проучавања опструјавања у области суперсоничних брзина, капацитет спремника cca 24 m3 и инсталисаном снагом компресора 2х20=40 kW 1949. године,
- АТ-СБ-1 - пројект аеротунела за аеродинамичка испитивања, радни део 2,80х2,00 m2, са инсталисаном снагом 2х95=180 kW и коаксијалним контраротирајућим вентилаторима, 1952/57. године,
- АА-СД-1 - пројект аеротунела вакуумског типа са прекидним дејством за аеродинамичка испитивања у области суперсоничних брзина. Радни део 300х225 mm2, снага мотора вакуум-пумпи 6х35=210 kW, капацитет спремника cca 320 m3.
- АТ-СБ-1 - погонска група инсталисане снаге мотора 2х300=600 kW, 1956/58. година,
- АТ-СД-2 - пројект аеротунела са континуалним дејством, инсталисана снага мотора вакуум-пумпи 6х35=210 kW, 1956. год..
- АТ-СД-3 - пројект аеротунела вакуумског типа са прекидним дејством за аеродинамичка испитивања у области суперсоничних брзина. Инсталисана снага мотора вакуум-пумпи 6х35+190=400 kW,

#### Остала аеротехничка опрема
- Реумаскоп,
- Реоелектроскоп,
- Реохидроскоп,
- Аероваге и
- Остала аеротехничка опрема.

### Наставна делатност
Одмах након одбране докторске дисертације 1937. године др. Мирослав Ненадовић се укључује у факултетску наставу на Техничком факултету Универзитета у Београду у звању ванредног професора новоосноване Ваздухопловне групе Машинског одсека. На Машинском факултету је од 1937. године био: шеф Катедре за аеротехнику, старешина Ваздухопловне групе и Аеротехничког одсека, шеф Катедре за аеротехнику, управник Завода за машинство и управник Аеротехничког института. Поред редовних дужности на Машинском факултету од 1938. до почетка Другог светског рата био је стални сарадник фабрика авиона: "Утва“, "Рогожарски“, "Икарус“ и „Вистад“.
На Техничком Факултету 1945. године оснива Завод за машинство са неколико лабораторија које су допринеле обнављању лабораторија овог факултета уништених током Другог светског рата. После реорганизације Универзитета и Техничке велике школе и оснивања Машинског факултета, Завод за машинство се трансформисао у део који се бавио научноистраживачким радом и од њега формиран Завод за машине и алате Машинског факултета и остале радионице за одржавање.
Паралелно са обнављањем Машинског факултета после ослобођења, проф. Ненадовић наставља своју активност на научно истраживачком пољу укључујући се у програме развоја југословенског ваздухопловства преко Дирекције ваздухопловне индустрије, Војнотехничког института, Фабрике авиона и хеликоптера "Соко“ из Мостара, Ваздухопловнотехничког института из Жаркова и других привредних организација које су се бавиле производњом ваздухоплова или производњом за ваздухопловство.
Проф. Ненадовић је са својим сарадницима 1947. године основао Аеротехнички институт Машинског факултета. Као управник овог Института формирао је неколико лабораторија, опрему за ове лабораторије су пројектовали и израдили сарадници Института под воћством проф. Ненадовића. Захваљујући овој опреми се на Машинском факултету обављају научноистраживачки радови и настава из различитих области аеротехнике и сродних научних дисциплина. На овај начин је Проф. Ненадовић са својим колегама поставио солидне основе за савремену наставу и на тај начин омогући образовање високошколских кадрова неопходних нашем ваздухопловству.
Проф. Ненадовић је 1951. године изабран за редовног професора на Ваздухопловном одсеку Машинског факултета, а од 1956. до 1959. био је декан Машинског факултета. Као декан Машинског факултета у могоме је допринео употпуњавању наставе експерименталним делом, формирањем и опремањем потребних лабораторија у оквиру новоизграђене зграде Факултета. У његовом мандату је зидана нове зграде МФ са предвиђеним простором за лабораторије и аеротунеле са комплетном инфраструктуром. Професор Ненадовић је волео студенте а и они су њега волели и из милоште су га звали „чика Миша“ а он им је узвраћао са „децо моја“ интересантно је да су га и у САНУ (Академији наука) колеге академици и запослено особље ословљавали надимком „Миро“.

### Књиге
Проф М. Ненадовић је био веома плодан аутор за живота је објавио доста научно стручних радова који су објављени у домаћим и страним часописима, и оних који се налазе као интерна необјављена саопштења Аеротехничког института и војних и државних институција. Написао је и неколико књига од којих се већина користе као универзитетски уџбеници, неке од њих су доживеле више издања а користе се и дан данас (2011. година).
- Ненадовић, Мирослав. (1948). Основи аеродинамичких конструкција - Аеропрофили (Први део) (на језику: (језик: српски)). Београд: Научна књига. стр. 364.
- Ненадовић, Мирослав. (1948). Основи аеродинамичких конструкција - Аеропрофили (Други део) (на језику: (језик: српски)). Београд: Научна књига. стр. 608.
- Ненадовић, Мирослав. (1949). Основи аеродинамичких конструкција - Елисе (на језику: (језик: српски)). Београд: Научна књига. стр. 450.
- Ненадовић, Мирослав. (1950). Основи аеродинамичких конструкција -(Први део) (на језику: (језик: српски)). Београд: Научна књига. стр. 663.
- Ненадовић, Мирослав. (1950). Основи аеродинамичких конструкција - (Прилог) (на језику: (језик: српски)). Београд: Научна књига. стр. 32.
- Ненадовић, Мирослав. (1967). Основи аеродинамичких конструкција - Пловни трапови (на језику: (језик: српски)). Београд: Научна књига. стр. 210.
- Ненадовић, Мирослав. (1971). Стабилност и управљивост летелица (Књига I, II, III и прилог) (на језику: (језик: српски)). Београд: Машински факултет. стр. 237,210,274—81.
- Ненадовић, Мирослав. (1972). Уздужна динамичка стабилност и управљивост авиона (на језику: (језик: српски)). Београд: Машински факултет. стр. 680.
- Ненадовић, Мирослав. (1979). Основи космичког лета (на језику: (језик: српски)). Београд: Институт техничких наука САНУ и Универзитет у Београду. стр. 742.

Књига "Основи аеродинамичких конструкција" награђена је 1956. године наградом Универзитета у Београду.
Интензивно је сарађивао и на изради енциклопедија, био је уредник за аеротехнику у оквиру Техничке енциклопедије Југословенског лексикографског завода, члан редакционог одбора Билтена САНУ, уредник Саопштења Машинског факултета и стални члан пододбора за научне информације, публикације и документацију Републичке заједнице за научни рад.

## Признања
За свој дугогодишњи рад академик Мирослав Ненадовић је добио следећа признања:
- Октобарску награду Града Београда 1974. године,
- Орден рада са црвеном заставом 1965, и
- Бројне плакете и захвалнице.

Био је такође члан многих домаћих и страних струковних друштава као што су:
- Српске академије наука и уметности (САНУ)
- Југословенског аерокосмонаутичког друштва (1972),
- Југословенског друштва за механику,
- Друштва математичара, физичара и астронома Србије,
- (1972),
- (1951),
- (1953),
- (1975),
- (1965).